# Neah Evans
Neah Evans (Langbank, 1 augustus 1990) is een Schotse wielrenster en baanwielrenster.

## Carrière
Ze won de ploegenachtervolging op de Europese kampioenschappen baanwielrennen in 2018, 2019, 2020 en 2023. In 2021 nam ze deel aan de Olympische Zomerspelen 2020 in Tokio. Op het onderdeel ploegenachtervolging won ze een zilveren medaille, ze nam deel samen met Katie Archibald, Elinor Barker, Laura Trott en Josie Knight. Op de Wereldkampioenschappen baanwielrennen won ze gouden medailles in 2022 en 2023. In 2022 zegevierde ze in de puntenkoers en een jaar later won ze samen met Barker de koppelkoers.

## Palmares

### Baanwielrennen
| Jaar | BK                                                                    | EK                                   | WK                                 | Overige                                                                        |
| ---- | --------------------------------------------------------------------- | ------------------------------------ | ---------------------------------- | ------------------------------------------------------------------------------ |
| 2017 | scratch · achtervolging · keirin · ploegenachtervolging · puntenkoers |                                      |                                    | WB Manchester: ploegenachtervolging                                            |
| 2018 | omnium · koppelkoers                                                  | ploegenachtervolging                 |                                    | Gemenebestspelen: · schratch · puntenkoers · WB Londen: · ploegenachtervolging |
| 2019 | achtervolging                                                         | ploegenachtervolging                 |                                    | WB Glasgow: ploegenachtervolging                                               |
| 2020 |                                                                       | ploegenachtervolging · achtervolging | ploegenachtervolging               | WB Milton: koppelkoers                                                         |
| 2021 |                                                                       | koppelkoers · afvalkoers             | koppelkoers · ploegenachtervolging | Olympische Spelen: · ploegenachtervolging                                      |
| 2022 | achtervolging · puntenkoers · scratch                                 |                                      | puntenkoers · ploegenachtervolging | Gemenebestspelen: · puntenkoers · achtervolging                                |
| 2023 | achtervolging · puntenkoers · scratch                                 | ploegenachtervolging                 | koppelkoers                        |                                                                                |
| 2024 |                                                                       | koppelkoers, · ploegenachtervolging  | koppelkoers                        |                                                                                |
| 2025 |                                                                       | ploegenachtervolging                 |                                    |                                                                                |

### Wegwielrennen
2018
 Brits kampioenschap tijdrijden